# یولانتا اوگار
یولانتا اوگار (لهستانی: Jolanta Ogar؛ زادهٔ ۲۸ آوریل ۱۹۸۲) قایقران قایق بادبانی زن اهل لهستان است.